# Julio Chávez Chiong
Julio Abraham Chávez Chiong (Callao, 22 de julio de 1981) es un político y abogado peruano. Fue el alcalde distrital de San Martín de Porres para el periodo 2019-2022.
Actualmente es  presidente de Acción Popular para el periodo 2024-2028.

## Estudios
Abogado Titulado de la Facultad de Derecho y Ciencia Política en la  Universidad Inca Garcilaso de la Vega.
Cuenta con estudios de Maestría en Derecho Bancario y Financiero en la Pontificia Universidad Católica del Perú. Miembro del Foro del Ilustre Colegio de Abogados de Lima. 

## Carrera política
Fue asesor en el Congreso de la República del 2015 al 2016. En la municipalidad del distrito de Morales ocupó el cargo de gerente municipal en el 2015.

## Alcalde de San Martín de Porres
En 2018, gana la alcaldía del Distrito de San Martín de Porres, con el 25.41% de los votos, superando a Hernán Sifuentes de Alianza para el Progreso, quien obtuvo 15.85%, y a Luis Cárdenas de Somos Perú, con 12.12%. Su campaña estuvo marcada por un enfoque en la seguridad ciudadana y la lucha contra la corrupción, prometiendo una gestión transparente y cercana a los vecinos. Chávez Chiong logró captar la atención de los votantes con propuestas concretas para mejorar los servicios municipales, comprometiéndose a modernizar el distrito y a enfrentar con firmeza los problemas que afectaban la calidad de vida en la comunidad.

### Principales obras en su gestión municipal (2019 - 2022)[6]

###### Plaza de Armas Juan Pablo Vizcardo y Guzmán[7]

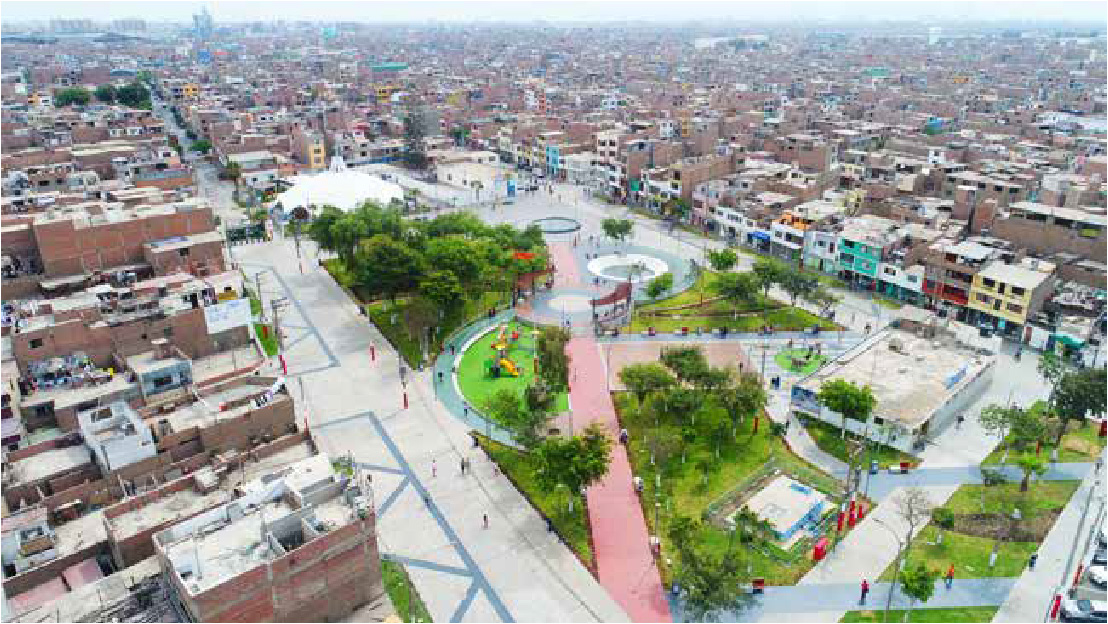
Plaza de Armas Juan Pablo Vizcardo y Guzmán

La Plaza de Armas Juan Pablo Vizcardo y Guzmán fue inaugurada en el distrito de San Martín de Porres, Lima, Perú. La remodelación de esta plaza, ubicada en la cuadra 35 de la Av. Perú, en la urbanización del mismo nombre, fue financiada con ingresos propios del municipio y estuvo destinada a beneficiar a más de 10,000 familias de la zona. La obra incluyó un anfiteatro, áreas de juegos infantiles, equipos de gimnasio al aire libre, una fuente iluminada y un sistema de riego tecnificado, además de iluminación LED, con el objetivo de brindar espacios seguros y accesibles para la recreación de los vecinos. 

###### Parque José María Arguedas
Ubicado en la Urbanización Popular Valdiviezo. Esta obra incluyó la remodelación de veredas y bancas de concreto, la instalación de una losa deportiva y un cerco perimétrico, así como áreas de juegos infantiles, árboles y espacios verdes. La renovación de este parque buscó mejorar la infraestructura recreativa y brindar un espacio seguro y accesible para los residentes de la zona.

###### Complejo Deportivo San Diego

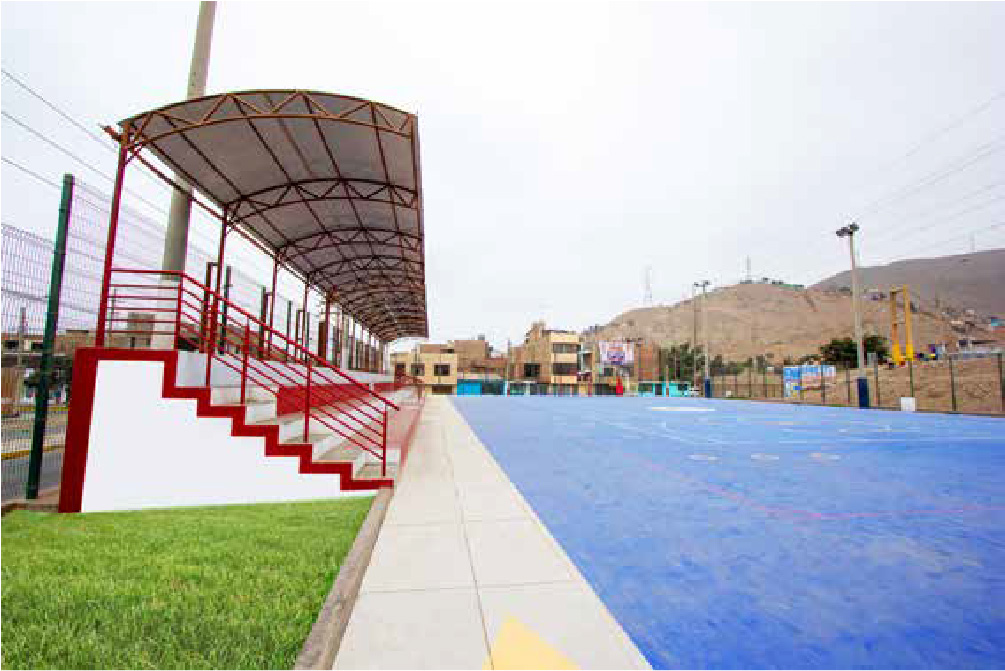
Complejo Deportivo San Diego

Con el objetivo de impulsar la actividad deportiva en la urbanización de San Diego, se remodeló el Complejo Deportivo de San Diego. La obra incluyó la construcción de una losa multiusos, tribunas y bloques de servicios, además de 329 m² de áreas verdes y 116 m² de cerco perimétrico. Este proyecto fue realizado en beneficio de los 145,040 habitantes de la urbanización, promoviendo el deporte y proporcionando un espacio adecuado para el desarrollo de actividades físicas y recreativas en la comunidad. 

###### Plaza Bicentenario[8]

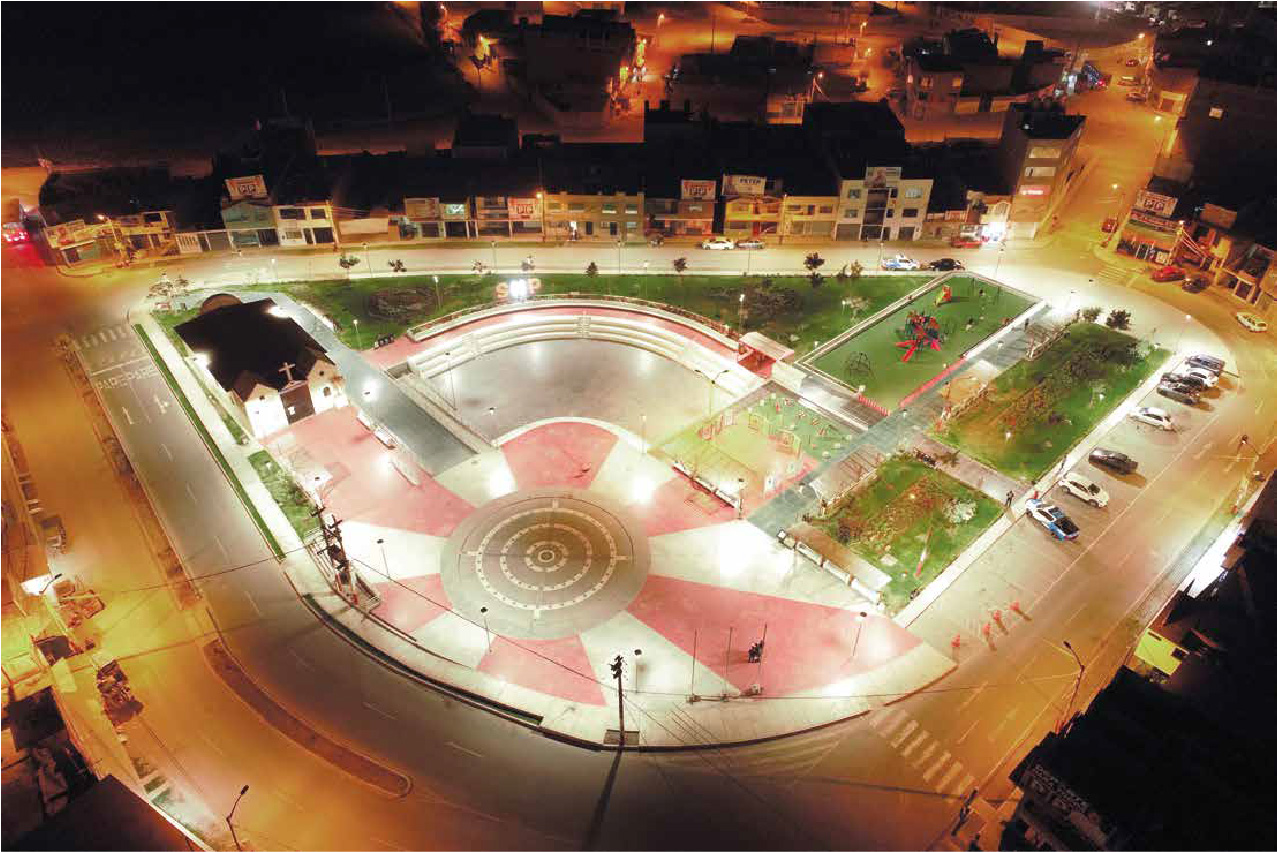
Plaza Bicentenario de Chuquitanta

En medio de las celebraciones patrias por el bicentenario del Perú, se inauguró con orgullo la Plaza Bicentenario del Perú en Chuquitanta, cumpliendo así un compromiso clave con los vecinos. Este nuevo espacio público representó un importante avance en el desarrollo urbano del distrito, brindando un lugar de encuentro y recreación para la comunidad. La plaza cuenta con un anfiteatro, una pileta, un gimnasio al aire libre y áreas de juegos infantiles, elementos que no solo mejoran la infraestructura local, sino que también fomentan la convivencia, el deporte y el disfrute familiar, contribuyendo a elevar la calidad de vida en la zona.

###### Parque de la Policía de Investigaciones del Perú
La remodelación integral del Parque de la Policía de Investigaciones del Perú, en la urbanización COOPIP, marcó un hito en la recuperación de espacios públicos en San Martín de Porres. Tras años de abandono por parte de administraciones anteriores, la municipalidad transformó este parque en un espacio moderno y funcional, beneficiando a miles de vecinos. La obra incluyó una plazuela central, áreas de juegos infantiles, nueva iluminación, veredas, un gimnasio al aire libre, una losa deportiva, una zona de pérgolas, un área canina y un cerco perimétrico, además de árboles y áreas verdes que embellecieron el entorno. Esta remodelación no solo revitalizó el espacio, sino que también fomentó la cohesión comunitaria, el deporte y la recreación segura para todas las edades, respondiendo a una antigua necesidad de los residentes y mejorando significativamente la calidad de vida en el sector.

###### Construcción de pistas, veredas y muros de contención

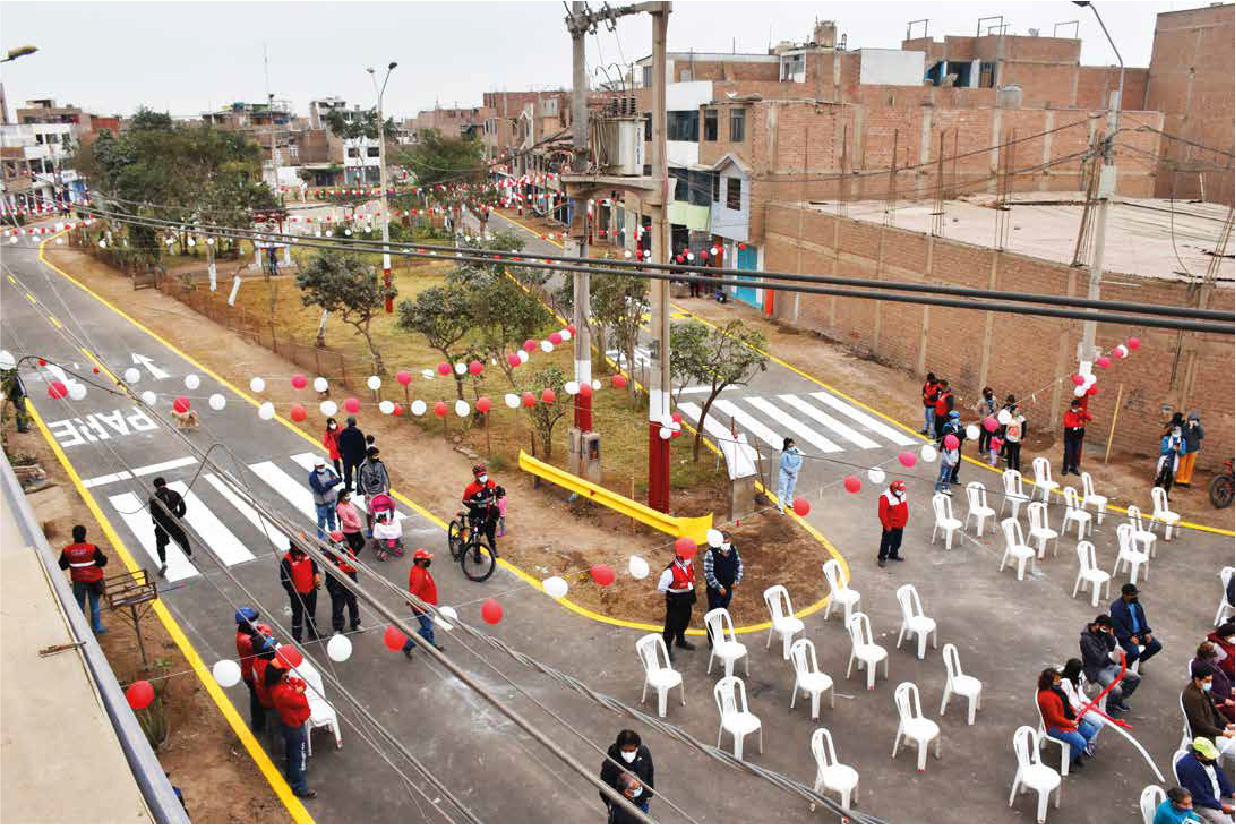
Inauguración de pistas y veredas en la gestión 2019 - 2022

Durante la gestión de la Municipalidad de San Martín de Porres, se emprendió un ambicioso proyecto de infraestructura urbana que transformó significativamente el distrito. A lo largo de este período, se construyeron un total de 198,270 m² de pistas y 139,077 m² de veredas, lo que mejoró la conectividad y movilidad en numerosos sectores del distrito, brindando superficies seguras y adecuadas para los peatones y el tráfico vehicular. Además, se desarrollaron 30 parques y alamedas, dotando a las familias de espacios verdes y recreativos de calidad, esenciales para la vida comunitaria y el bienestar social. 

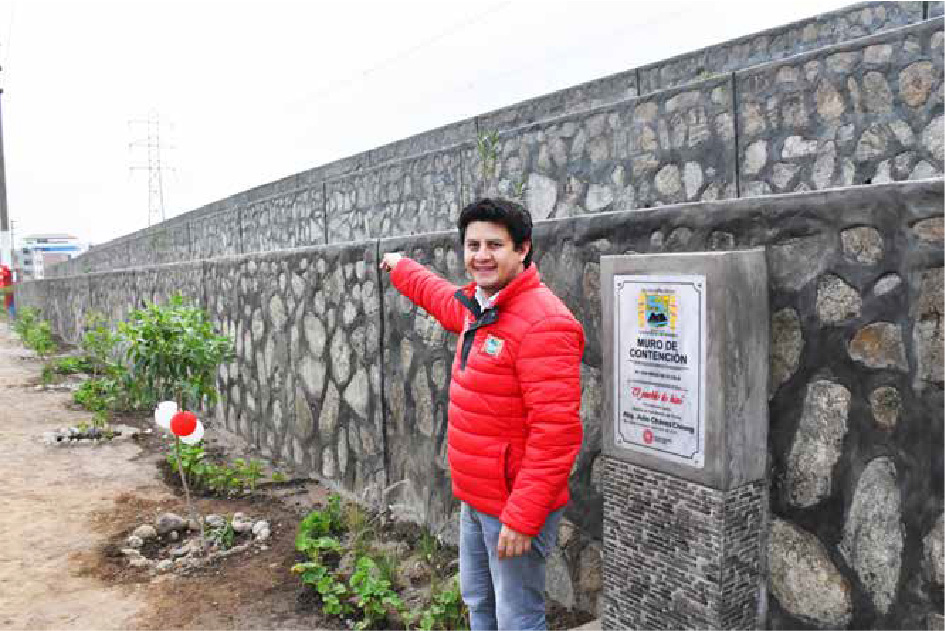
Construcción de muros de contención en San Martín de Porres

Para enfrentar los problemas de seguridad en zonas vulnerables y reforzar la infraestructura, se construyeron 4,481 m² de muros de contención, una intervención crucial para proteger áreas residenciales expuestas a deslizamientos y otras amenazas estructurales. Asimismo, se habilitaron 206,949 m² de áreas verdes, con árboles, jardines y espacios naturales que embellecieron el distrito, mejoraron el ambiente y promovieron una vida más saludable y sostenible para los vecinos. Esta obra integral demostró el compromiso de la gestión por elevar la calidad de vida y fortalecer el desarrollo urbano en San Martín de Porres, respondiendo a necesidades largamente postergadas por gestiones anteriores.

## Presidencia de Acción Popular
Tras las elecciones internas realizadas el 22 de junio del 2024, el partido político Acción Popular designó a Julio Chávez Chiong, como su nuevo presidente, poniendo fin a una prolongada crisis interna que se habría extendido por casi ocho años. La elección del dirigente acciopopulista tuvo lugar en un Congreso Nacional que reunió a más de 300 delegados de todo el país, celebrado en el local central de la lampa, ubicado en la avenida 9 de diciembre (ex Paseo Colón).
Chávez Chiong se enfrentó a la candidatura de Luis Enrique Gálvez, exsecretario general del partido y exregidor por Lima. Sin embargo, logró imponerse con 152 votos, asegurando así el máximo cargo partidario. En sus primeras declaraciones, el nuevo presidente destacó la importancia de la democracia interna y la necesidad de consolidar al partido de cara a las elecciones generales del 2026 y elecciones regionales y municipales del Perú de 2026.